# 內比孔

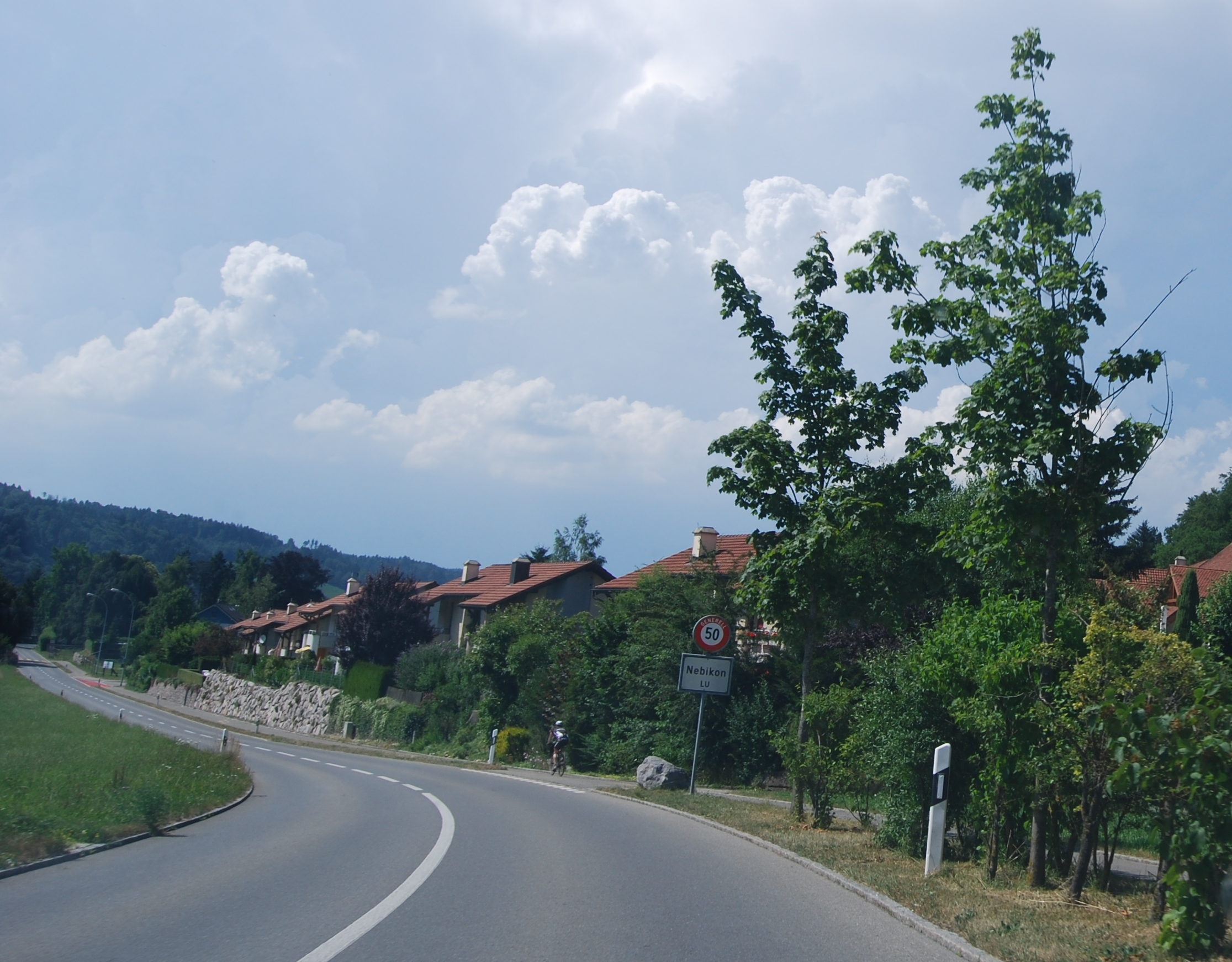

內比孔是瑞士的一个镇，位於該國中部，由琉森州負責管轄，面積3.73平方公里，四成土地是森林，海拔高度487米，2011年人口2,426，人口密度每平方公里650人。